# A Sister to Assist 'Er (1930)
A Sister to Assist 'Er é um filme de comédia britânico de 1930, dirigido por George Dewhurst, estrelado por Barbara Gott, Polly Emery e Donald Stuart.
Foi baseado na peça homônima de John le Breton.

## Elenco
- Barbara Gott ... Sra. May
- Polly Emery ... Sra. McNash
- Donald Stuart ... Alf
- Muriel Aked ... Sra. Crawley
- Mary Brough ... Sra. May
- Alec Hunter ... Sr. McNash
- Charles Paton ... Thistlethwaite
- Maud Gill ... Miss Pilbeam
- Johnny Butt ... Sailor